# Walerija Alexandrowna Solowjowa
Walerija Alexandrowna Solowjowa (russisch Валерия Александровна Соловьёва, engl. Transkription Valeria Solovyeva; * 3. November 1992 in Saratow) ist eine ehemalige russische Tennisspielerin.

## Karriere
Solowjowa begann im Alter von fünf Jahren mit dem Tennissport. Auf ITF-Turnieren gewann sie bislang drei Einzel- und 15 Doppeltitel. Ihre größten Erfolge erzielte sie mit den WTA-Turniersiegen in den Doppelkonkurrenzen von Baku und Nürnberg.
Im Februar 2014 kam sie erstmals für die russische Fed-Cup-Mannschaft zum Einsatz. Von ihren ersten beiden Doppelpartien konnte sie eine gewinnen.
Solowjowa bestritt ihr bislang letztes Profiturnier im Juli 2018 und wird seit Juni 2019 nicht mehr in den Weltranglisten geführt.
Seit 2019 arbeitet sie als Trainerin.

## Turniersiege

### Einzel
| Nr. | Datum          | Turnier     | Kategorie   | Belag     | Finalgegnerin    | Ergebnis      |
| --- | -------------- | ----------- | ----------- | --------- | ---------------- | ------------- |
| 1.  | 1. August 2010 | Bree        | ITF $10.000 | Sand      | Myrtille Georges | 5:7, 6:4, 6:3 |
| 2.  | 15. Mai 2016   | Naples      | ITF $25.000 | Hartplatz | Kayla Day        | 6:4, 6:0      |
| 3.  | 26. Juni 2016  | Baton Rouge | ITF $25.000 | Hartplatz | Jennifer Elie    | 5:7, 6:3, 6:0 |

### Doppel
| Nr. | Datum             | Turnier                  | Kategorie         | Belag     | Partnerin            | Finalgegnerinnen                          | Ergebnis          |
| --- | ----------------- | ------------------------ | ----------------- | --------- | -------------------- | ----------------------------------------- | ----------------- |
| 1.  | 7. August 2010    | Moskau                   | ITF $25.000       | Sand      | Nadeschda Guskowa    | Teodora Mirčić Marija Mirkovic            | 7:65, 6:3         |
| 2.  | 24. April 2011    | Dothan                   | ITF $50.000       | Sand      | Lenka Wienerowa      | Heidi El Tabakh Alison Riske              | 6:3, 6:4          |
| 3.  | 22. Mai 2011      | Moskau                   | ITF $25.000       | Sand      | Nadeschda Guskowa    | Justyna Jegiołka Weronika Kapschaj        | 6:3, 7:62         |
| 4.  | 23. Juni 2012     | Kristinehamn             | ITF $25.000       | Sand      | Jelena Bowina        | Wiktorija Kisijalewa Ilona Kremen         | 6:2, 6:2          |
| 5.  | 28. Juli 2012     | Baku                     | WTA International | Hartplatz | Iryna Burjatschok    | Eva Birnerová Alberta Brianti             | 6:3, 6:2          |
| 6.  | 4. August 2012    | Moskau                   | ITF $25.000       | Sand      | Arina Rodionova      | Jewgenija Paschkowa Anastasija Wassyljewa | 6:3, 6:3          |
| 7.  | 15. Juni 2013     | Nürnberg                 | WTA International | Sand      | Ioana Raluca Olaru   | Anna-Lena Grönefeld Květa Peschke         | 2:6, 7:63, [11:9] |
| 8.  | 25. Oktober 2013  | Casablanca               | ITF $25.000       | Sand      | Paula Kania          | Cecilia Costa Melgar Anastasia Grymalska  | 7:63, 6:4         |
| 9.  | 10. August 2014   | Hechingen                | ITF $25.000       | Sand      | Elena Bogdan         | Carolin Daniels Antonia Lottner           | 6:3, 6:1          |
| 10. | 18. Dezember 2015 | Bangkok                  | ITF $25.000       | Hartplatz | Irina Chromatschowa  | Jessy Rompies Nungnadda Wannasuk          | 5:7, 6:4, [12:10] |
| 11. | 25. Dezember 2015 | Bangkok                  | ITF $25.000       | Hartplatz | Irina Chromatschowa  | Choi Ji-hee Peangtarn Plipuech            | 6:3, 4:6, [10:5]  |
| 12. | 26. März 2016     | Naples                   | ITF $25.000       | Sand      | Maryna Zanevska      | Sophie Chang Quirine Lemoine              | 7:5, 6:0          |
| 13. | 14. Oktober 2017  | Pula                     | ITF $25.000       | Sand      | Elena Bogdan         | Tereza Mrdeža Akiko Omae                  | 7:67, 5:7, [11:9] |
| 14. | 17. Februar 2018  | Scharm asch-Schaich      | ITF $15.000       | Hartplatz | Anna Morgina         | Constanze Stepan Iga Świątek              | 6:4, 6:2          |
| 15. | 24. Februar 2018  | Scharm asch-Schaich      | ITF $15.000       | Hartplatz | Martina Colmegna     | Lee Pei-chi Pranjala Yadlapalli           | 6:2, 6:3          |
| 16. | 31. März 2018     | Santa Margherita di Pula | ITF $25.000       | Sand      | Walentina Iwachnenko | Anastasia Grymalska Anastasia Zarycká     | 6:3, 3:6, [10:5]  |
| 17. | 7. April 2018     | Santa Margherita di Pula | ITF $25.000       | Sand      | Anna Zaja            | Manon Arcangioli Chantal Škamlová         | 7:5, 6:3          |

## Abschneiden bei Grand-Slam-Turnieren

### Doppel
| Turnier         | 2013 | 2014 | Karriere |
| --------------- | ---- | ---- | -------- |
| Australian Open | —    | 1    | 1        |
| French Open     | 1    | —    | 1        |
| Wimbledon       | 1    | —    | 1        |
| US Open         | —    | —    | —        |